# Ulisses Tavares da Silva Filho
Ulisses Tavares da Silva Filho (Fortaleza, 10 agosto 1945) è un ex arbitro di calcio brasiliano, internazionale dal 1990 al 1992.

## Carriera
Attivo a livello statale dal 1977, dallo stesso anno ha iniziato a dirigere in Série A. È stato affiliato sia alla CBF che alla Federazione Paulista. Ha arbitrato la finale del campionato di calcio brasiliano 1987, totalizzando più di 130 presenze nella massima serie nazionale. Tra i suoi risultati più rilevanti negli incontri internazionali si annoverano la presenza in tre edizioni della Copa Libertadores, mentre tra le presenze nelle competizioni per squadre nazionali vi sono quella alla FIFA Confederations Cup 1992, e al campionato mondiale di calcio Under-17 1991.